# Homécourt
Homécourt település Franciaországban, Meurthe-et-Moselle megyében. Lakosainak száma 6250 fő (2022. január 1.). Homécourt Montois-la-Montagne, Sainte-Marie-aux-Chênes, Auboué, Jœuf, Moutiers és Val de Briey községekkel határos.

## Népesség
A település népességének változása:
| Lakosok száma | 10 510 | 8139 | 7088 | 6551 | 6163 | 6157 | 6176 | 6267 | 6245 | 6250 |
|               | 1968   | 1982 | 1990 | 2006 | 2013 | 2015 | 2017 | 2019 | 2020 | 2022 |